# Славчо Атанасов
 Тази статия е за политика Славчо Атанасов.  За книгоиздателя, строителя и етнографа с това име вижте Славчо Атанасов Милошев.  
Славчо Атанасов е български политик, кмет на град Пловдив от 2007 г. до октомври 2011 г.
Член е на партия „Национален фронт за спасение на България“.

## Биография
Атанасов е роден в Карлово на 14 февруари 1968 г. Висшето си образование завършва във Висшето Военно Артилерийско училище – Шумен с чин старши лейтенант, понастоящем офицер от резерва. Следва право първоначално в Юридическия факултет на Пловдивския университет „Паисий Хилендарски“, след това във Великотърновския университет „Св. св. Кирил и Методий“, където и завършва второто си висше образование. Адвокат, член на Пловдивската адвокатска колегия, по време на първото си кметуване. През 2003 г. става кмет на район „Тракия“ – Пловдив. Женен, с едно дете.
В местните избори през октомври 2007 г. Славчо Атанасов е кандидат-кмет на ВМРО–БНД за град Пловдив и също така подкрепен от ГЕРБ и други десни формации. На провелите се местни избори на 28 октомври същата година, той печели кметския пост още на първия тур с близо 53% подкрепа.
През септември 2008 г. уволнява заместник-кмета си от ГЕРБ Георги Григоров с мотив „в интерес на работата“.
На следващите избори, през 2011 г., вече издигнат от партия „Вяра, морал, родолюбие, отговорност - Национален идеал за единство“ (ВМРО–НИЕ) (и други), Атанасов участва на балотаж с кандидата на ГЕРБ Иван Тотев.  През 2014 г. е избран за народен представител от листата на коалиция Патриотичен фронт (НФСБ и ВМРО). На местните избори през 2015 г. е отново кандидат за кмет на Пловдив, но губи на балотажа от Иван Тотев. На 26 март 2017 г. отново е избран за народен представител от листата на Обединени патриоти.
Носител на отличието на Асоциация „Българска книга“ Рицар на книгата за политик или общественик с най-голям принос през изминалата година за българското книгоиздаване – за стимулиране на четенето сред най-малките и учениците (2011).